# 藤原遠理
藤原 遠理（ふじわら の とおまさ、生没年不詳）は、平安時代中期の貴族。藤原北家良門流、大蔵大輔・藤原善理の子。官位は従四位下・若狭守。

## 経歴
円融朝にて右近衛将監を務める。一条朝で雅楽頭に任ぜられたほか、一条・三条・後一条朝の10年以上に亘って大膳大夫も務めている。
篳篥の名手で、寛弘4年（1007年）左大臣・藤原道長の春日詣で篳篥を奏したほか、寛仁元年（1017年）藤原頼通の任大臣大饗でも召されて、道長に「篳篥上手也」と評されている。
治安元年（1021年）若狭守として受領に転じる。万寿2年（1025年）上総介・藤原為章や淡路守・源信成とともに、国司の任期終了後に官物納入や公事を済まさず出家したため、財物をもって弁済するように勅を受けた。

## 官暦
- 天元5年（982年） 6月3日：右近衛将監[4]
- 時期不詳：雅楽頭
- 寛弘元年（1004年） 正月5日：従五位上[5]
- 寛弘4年（1007年） 2月28日：見大膳大夫[5]
- 寛弘5年（1008年） 2月：兼尾張権介、雅楽頭如元[6]
- 長和5年（1016年） 3月2日：見四位[7]
- 寛仁元年（1017年） 3月4日：見大膳大夫[7]
- 治安元年（1021年） 6月27日：若狭守[8]
- 万寿2年（1025年） 日付不詳：出家[4]

## 系譜
『尊卑分脈』による。
- 父：藤原善理
- 母：不詳
- 妻：橘敏通の娘
  - 男子：藤原成親
- 生母不詳の子女
  - 男子：藤原資経